# Guido Konrad Mosing
Guido Konrad Mosing (* 23. Februar 1824 in Wien; † 1. November 1907 ebenda) war ein österreichischer Diplomat, Beamter und Schriftsteller.

## Leben
Mosing war der Sohn von Anton Leopold Mosing (* 1772), der aus Eisenstadt (damals in Ungarn) kam und dort Hof- und Gerichtsadvokat war. A. L. Mosing war jüdischen Glaubens, wurde 1799 aber römisch-katholisch getauft. Später ging er nach Wien, lebte in Wien zuerst am Tiefen Graben 30. A. L. Mosing heiratete am 16. Januar 1815 Franziska Koch in der Schotten–Pfarre. Mosing wurde im 23. Februar 1822 um 7:30 Uhr geboren und am 29. Februar in der Schottenpfarre getauft.
Guido Konrad Mosing wuchs in Wien auf und erhielt seine Schulausbildung am Schottengymnasium. Er studierte in Wien Jus und erlangte 1844 den Dr. jur. Schon während des Studiums zeigte er reges Interesse für Politik und hatte engere Kontakte mit den Politikern Johann Nepomuk Berger und Karl von Giskra (1820–1879).
Guido Mosing trat in den Dienst der Hofkammerprokuratur. 1848 war er chargierter Angehöriger der Akademischen Legion. Diese akademische Legion war zur Zeit der Deutschen Revolution 1848 ein studentisches Freikorp, die insbesondere in Wien aus Studenten der Universität und des Polytechnischen Instituts zusammentrat, und der sich später auch die Wiener Künstler anschlossen.
Mosing wurde mit 25 Jahren zuerst als „Deputierten–Stellvertreter“ für die Frankfurter Nationalversammlung (ab 1848/49) in der Frankfurter Paulskirche gewählt. Dort war er Stellvertreter des österreichischen Abgeordneten August Prinzinger. Nach dessen Abzug wurde er mit 27 Jahren als jüngster Abgeordneter in das Frankfurter Parlaments gewählt, dem er vom 4. bis zum Ende 30. April 1849 angehörte. Er vertrat den 17. Wahlkreis „Österreich unter der Enns“ in St. Pölten und gehörte politisch zum linken demokratischen Zentrum, der Fraktion Nürnberger Hof. Er erlebte hier noch die stürmischen Auftritte, die Ende Mai zur Verlegung der Nationalversammlung nach Stuttgart führten.
Als er später in den österreichischen Staatsdienst eintrat, wurde er Referent bei der Hofkammerprokuratur in Wien. Doch schon 1859 ging er in vorzeitigen Ruhestand. Er wollte ganz seiner literarischen Neigung leben. Ab 1877, im Alter von 55 Jahren, war er wieder im Staatsdienst tätig als Beamter im Reichsfinanzarchiv. 1892 Übertritt in den Ruhestand unter Verleihung einer Personalzulage.
Im November 1907 starb Mosing an Altersschwäche. Er wurde auf den Wiener Zentralfriedhof beerdigt. Die Kosten für sein Begräbnis übernahm die Stadt Wien.

## Veröffentlichungen
Als Schriftsteller benutzte er das Pseudonym Guido Conrad. Sein Werk umfasste politische Schriften und kunstkritische Abhandlungen, hauptsächlich dramatische Dichtungen. Seine Werke wurden sogar am Burgtheater aufgeführt, doch er erlangte nur geringe Bühnenwirksamkeit. Die Stoffe zu seinen Stücken wählte Mosing vorwiegend aus der Antike.
- Phädra -  Dieses Werk  erwarb die Anerkennung Grillparzers, der ihm seine „Sappho“ widmete
- Die letzten Messenier - Tragödie, erschienen im Carl Gerold Verlag 1855 (Nationalbibliothek 6056-B)
- Das Fräulein von Laury oder auf den Schlössern - Wien 1869 (Theater-Bibliothek 849.016-B), zur Aufführung am k.k. Hofburgtheater angenommen
- Atho der Priesterkönig - erschienen im Gerold Verlag 1877 (Nationalbibliothek 168 858 C). Zum ersten Mal aufgeführt im Hofburgtheater in Wien am 16. Dezember 1876 unter der Leitung von Dingelstedt